# Scheletri (fumetto)
Scheletri è un romanzo a fumetti di Zerocalcare pubblicata da BAO Publishing il 15 ottobre 2020.
La storia, che vede come sempre protagonista e narratore Zerocalcare mischiando elementi autobiografici e di finzione, racconta la periferia di Roma dei primi anni duemila, inserendo per la prima volta elementi pulp e thriller nel racconto. A tal proposito l'autore ha dichiarato «Volevo usare dei toni diversi dal solito. Faccio questo lavoro da dieci anni e certe cose, come il discorso generazionale, le ho fatte. La questione della violenza, rispetto al tessuto urbano e ai rapporti sociali, è un argomento di cui si parla male. Lo pensavo prima, quando ho cominciato a lavorare a questo libro; e lo penso ancora adesso, dopo i fatti di Colleferro».

## Trama
2002: il diciottenne Zerocalcare lascia l'università che frequenta ma, temendo di deludere la madre e gli amici, lo tiene nascosto; ogni mattina finge di andare alla sede, mentre in realtà passa diverse ore sulla metro in preda ai sensi di colpa. Un giorno fa la conoscenza con Arloc, un sedicenne che marina la scuola per disegnare graffiti sul vagone della metro. I due fanno amicizia e Zerocalcare lo presenta ai suoi amici. Arloc inizia a uscire con una di loro, Lena, fingendo di avere le sue stesse passioni per il cinema e la letteratura così da fare colpo. Dopo che il padre di Arloc ha sparato a sua madre e al suo amante dopo averli sorpresi a letto insieme, il ragazzo viene ospitato a casa di Zerocalcare e rivela alla madre di quest'ultimo che il figlio ha lasciato l'università, proponendosi invece di riuscire a trovargli un lavoro; in questo modo, Zerocalcare si libera dalle sue paure. Nonostante la gratitudine per Arloc, Zerocalcare è turbato da alcune sue reazioni istintive e violente: in particolare, durante un litigio con dei teppisti, Arloc non si fa scrupoli a colpire uno di loro in un occhio con delle forbici. Per tale ragione Paturnia, un uomo violento e instabile mentalmente che fa lo spacciatore del quartiere, vorrebbe che il ragazzo lavorasse con lui.
Qualche tempo dopo, Arloc lascia Lena. Una sera la vede in compagnia di Osso (un adulto eroinomane facente parte del gruppo di amici) e, in preda alla gelosia, lo aggredisce ferendolo alla mano con una bottiglia rotta. Ciò porta Zerocalcare e Lena ad arrabbiarsi con lui e il ragazzino scappa. La mattina dopo, Zerocalcare trova davanti a casa sua un dito mozzato e si convince che il responsabile debba essere Paturnia (a causa di un disguido avuto in precedenza) o Arloc.
Nel 2020, durante la pandemia Covid, Arloc si ripresenta a casa di Zerocalcare con sua figlia per scusarsi di quanto avvenuto in passato; così facendo, l'autore ha modo di ricostruire quanto avvenuto quella notte: Lena riaccompagnò il ferito Osso a casa sua, scoprendo che le aveva teso una trappola per conto di Paturnia, il quale la minacciò con un coltello attribuendole la responsabilità del fatto che Arloc si fosse rifiutato di collaborare con lui. Lena riuscì a impossessarsi del coltello e mozzò un dito a Osso per vendicarsi, poi raggiunse Arloc davanti alla casa di Zerocalcare per ottenere il suo aiuto. Anni dopo, Lena, Arloc e Osso hanno modo di incontrarsi per chiarirsi, nonostante Osso muoia poco dopo per un'overdose.

## Edizioni
- Classica – Editore: BAO Publishing - ISBN 978-88-3273-489-8
- Variant (Katana edition – tiratura limitata di 3 000 copie) – Editore: BAO Publishing  - ISBN 978-88-3273-550-5